# RollerCoaster Tycoon 2
A RollerCoaster Tycoon 2 egy stratégiai számítógépes játék, amely a vidámparkok irányítását szimulálja. Fejlesztője Chris Sawyer, kiadója az Infogrames. A RollerCoaster Tycoon sorozat második része, a RollerCoaster Tycoon folytatása. A játékot a RollerCoaster Tycoon 3 követte.

## Játékmenet
A játék, sikeres vidámparkok építésén és igazgatásán alapszik. A játékosok rengeteg hullámvasút közül választhatnak, és más egyéb játékokat is építhetnek. Akár saját hullámvasút építésére is van lehetőség, emellett tereprendezés és dekorálás is lehetséges. A látogatók számára ételt, italt, egyéb dolgokat (pl.: esernyőt, térképet) eladó bódékat, és toaletteket lehet építeni. Mindezt a játékokért vásárolt - vagy a parkba való belépésért fizetett -, jegy árából kell kigazdálkodni.
Az egyik legnagyobb különbség az első rész és a RollerCoaster Tycoon 2 között, hogy itt újabb módszerrel húzhatunk fel épületeket. Míg az alapjátékban (csak annak kiegészítőiben), a játékos a földdarabok emelésével, majd azok oldalának és tetejének befestésével tudott épületeket létrehozni, a RollerCoaster Tycoon 2-ben sokkal kézenfekvőbb lehetőség áll a játékos rendelkezésére. Hogy ezen szerkezetek alkotása egyszerűbb legyen, a játékos stabilizálhatja egy tető – vagy faldarab helyét és a SHIFT gombot lenyomva tartva, az egeret fel le mozgatva, emelheti, vagy csökkentheti a magasságot. A CTRL billentyű lenyomásával pedig egy helyben tarthatjuk a darabot. Ezek a változtatások sokkal rugalmasabbak, több lehetőséget kínálnak, ha a játékos épületeket akar felhúzni.
Az első résztől eltérve, sok játékot átneveztek és/vagy módosítottak. Például a „Wooden Twister RollerCoaster” speciális darabjai a „Wooden RollerCoaster”-ben találhatóak.
Igen népszerűnek bizonyult, hogy a játékosoknak lehetőségük van többek között a saját készítésű díszítőelemeket használni a játékban, valamint saját pályát készíteni. Lehet célt választani, idő - és pénzkorlát nélkül -, mely egy saját készítésű homokozó módnak felel meg. A játék eredeti Six Flags vidámparkokat is tartalmaz - persze a játék keretein belül, a lehető legjobban megépített verziójukat. A legtöbb ilyen hullámvasút terve szerepel a listán, azaz a játékos bármelyik küldetésen megépítheti őket, de nem módosíthatja azt.
A RollerCoaster Tycoon-ban és a RollerCoaster Tycoon 2-ben lévő pályát-követő játékok terveit, át lehet importálni a RollerCoaster Tycoon 3-ba.

## Kiegészítők
A játékhoz két hivatalos kiegészítő jelent meg. Az első a Wacky Worlds, mely a világ hét kontinensének a legjellegzetesebb helyeit mutatja be. Rengeteg speciális díszítő elemet, és különleges témájú játékot tartalmaz, melyek segítségével akár a kínai nagy falat, vagy a Grand Canyont is „meg lehet építeni”.
A második kiegészítő, a Time Twister, mely az időn alapszik; az új küldetések közül néhány a Dinoszauruszok korában, pár pedig a jövőben játszódik. Hasonlóképpen az első kiegészítőhöz, új játékok, vidámpark bejáratok, és egyebek színesítik a játékot. Mindkét kiegészítőt tartalmazza a Triple Thrill Pack gyűjtemény.
Játékosok által készített kiegészítők is léteznek, egyikük a User Created Expansion Pack (UCES). Egy másik hasonló kiegészítő az Adventure Worlds. Mind a kettő 2003-ban jelent meg, és új dekoratív elemeket, valamint játékokat tartalmaz.

## Fogadtatás
Kezdetben, a RollerCoaster Tycoon 2 nem volt annyira népszerű az első rész rajongóinak körében, mivel a játék motorja és a kezelőfelület ugyanaz, mint a RollerCoaster Tycoon-ban, kis grafikai különbségekkel (pl.: több kép a hullámvasút kocsiknak, ami finomabb kanyarodást eredményez). Hasonlóan a RollerCoaster Tycoon-hoz, a RollerCoaster Tycoon 2 is izometrikus nézőpontot használ. Ennek ellenére a játék sikeresnek bizonyult, és sok embert fogott meg.
A következő rész, a RollerCoaster Tycoon 3, már háromdimenziós grafikát használ, így a motort teljesen újraírták.